# Bululum y Guiliguili
Bululum y Guiliguili (en el francés original, Boulouloum et Guiliguili y a partir de 1983 Les Jungles perdues) es una serie de historieta de aventuras franco-belga con guion de Raoul Cauvin y dibujo de Luc Mazel.

## Trayectoria editorial
Boulouloum et Guiliguili apareció por primera vez en el número 1965 de la revista "Spirou", de 1975.
También se han publicado 10 álbumes, los cinco primeros con el título de Boulouloum et Guiliguili:
- Le grand Safari (1979)
- Chasseurs d'ivoire (1980)
- Le trésor de Kawadji (1980
- SOS jungle (1981)
- La saga des gorilles (1982)

Y los restantes con el título de Les Jungles perdues:
- Rapt (1984)
- Les aventuriers de la préhistoire (1985)
- Les chevaliers de l'enfer (1986)
- Le péril rouge (1987)
- Les épaves ressuscitées (1987)

En español, se publicó en la revista "Spirou Ardilla" (1979-1980) como Bululum y Guiliguili, en Zipi y Zape Especial en 1982 como Tarzanín y Cuchi Cuchi, y como Kalum y Kong en un álbum de la colección "Tebeoteca Fuera Borda" (1985).

## Argumento y personajes
La historia transcurre en la reserva de Kawangana, víctima de los furtivos que intentan capturar o matar a sus animales: Jo y Hary y la banda de Monsieur Jürgens, compuesta por Baracca, Kurt, Pépe y su cocinero Chop-Suey.
Por fortuna Bululum, una especie de mini-Tarzán, y Guiliguili, un tremendo gorila, protegen la reserva, ayudados por Pin-up y la fotógrafa Miss Stenvenson.